# Alopecosa hirta
Alopecosa hirta este o specie de păianjeni din genul Alopecosa, familia Lycosidae. A fost descrisă pentru prima dată de Kulczynski, 1908. Conform Catalogue of Life specia Alopecosa hirta nu are subspecii cunoscute.